# 尼氏法老魚
尼氏法老魚為輻鰭魚綱仙女魚目帆蜥魚亞目魣蜥魚科的一種，分布於北太平洋日本至美國加州海域，屬深海魚類，深度0-2750公尺，本魚體深褐色、腹部銀色，偶鰭與尾鰭為均勻黑色，身體延長，體長可達146公分，棲息在中表層冷水域，屬肉食性，以軟體動物、甲殼類、腔腸動物及魚類等為食，生活習性不明。